# Награда књижевног клуба Моравски токови
Награда књижевног клуба „Моравски токови“ је награда које се додељује за поезију о вину.
Награда се додељује за Трифундан (14. фебруар) што је крсна слава трстеничких писаца.
Награду су 2006. године добили: Милена Пророковић-Митровић (прва награда) из Београда. Другу награду је добио Бошко Ломовић из Горњег Милановца који је иначе дописник листа „Политика“, док је трећу награду добила Александра Пејић из Параћина.